# Liste der Bischöfe von Barking
Die Liste der Bischöfe von Barking stellt die bischöflichen Titelträger der Church of England, der Diözese Chelmsford, in der Province of Canterbury dar. Der Titel wurde nach dem Stadtteil Barking im London Borough of Barking and Dagenham benannt.
| Liste der Bischöfe von Barking | Liste der Bischöfe von Barking | Liste der Bischöfe von Barking | Liste der Bischöfe von Barking          |
| Von                            | Bis                            | Name                           | Anmerkungen                             |
| ------------------------------ | ------------------------------ | ------------------------------ | --------------------------------------- |
| 1901                           | 1919                           | Thomas Stevens                 |                                         |
| 1919                           | 1948                           | James Inskip                   | danach Erzdiakon von Essex und West Ham |
| 1948                           | 1959                           | Hugh Gough                     |                                         |
| 1959                           | 1975                           | William Chadwick               |                                         |
| 1975                           | 1983                           | James Adams                    |                                         |
| 1983                           | 1990                           | James Roxburgh                 |                                         |
| 1991                           | 2002                           | Roger Sainsbury                |                                         |
| 2002                           | 2014                           | David Hawkins                  |                                         |
| 2014                           | 2021                           | Peter Hill                     | vorher Erzdiakon von Nottingham         |
| 2022                           | Gegenwart                      | Lynne Cullens                  |                                         |